# راكيل أورطاسون
راكيل أورطاسون (بالإنجليزية: Raquel Urtasun)‏ وهي أستاذة في جامعة تورنتو. وهي المسؤولة عن أبحاث التعلم الآلي في قسم علوم الكمبيوتر في كندا. تستخدم أورطاسون الذكاء الاصطناعي ، وخاصة في التعلم المتعمق لجعل المركبات والآلات الأخرى تدرك العالم بشكل أكثر دقة وكفاءة.

## تعليمها
حصلت راكيل على درجة البكالوريوس من جامعة دي نافارا في عام 2000 وبعدها حصلت على الدكتوراه من قسم علوم الكمبيوتر في ممدرسة لوزان الاتحادية للفنون التطبيقية (EPFL). بعد ذلك عملت كباحثة في كل من معهد ماساتشوستس للتكنولوجيا وجامعة كاليفورنيا في بيركلي.

## عملها
كان أبحاث البروفيسورة أورطاسون عن السيارات ذاتية القيادة. هذه الأبحاث تتضمن التعلم الآلي ورؤية الكمبيوتر والروبوتات والاستشعار عن بعد. قبل انشغالها بعملها الحالي في جامعة تورنتو، كانت أستاذة مساعدة في معهد تويوتا التكنولوجي في شيكاغو (TTIC) وخدمت لفترة وجيزة كأستاذة زائرة في المعهد الفدرالي السويسري للتكنولوجيا في زيورخ في عام 2010.

## جوائز
من بين جوائز التي حصلت عليها راكيل أورطاسون جائزة "NSRC EWR Steacie" وهي جائزة وزارة التعليم والابتكار المبكر للباحثين. وهي حائزة على جوائز أبحاث أعضاء هيئة التدريس من كل من أمازون وجوجل.
شغلت منصب رئيس برنامج CVPR 2018، وهي محررة للمجلة الدولية «رؤية الكمبيوتر» (IJCV). وقد عملت أيضًا كرئيسة منطقة للعديد من مؤتمرات التعلم والرؤية الآلية بما في ذلك NIPS و UAI و ICML و ICLR و CVPR و ECCV.